# Idiochlora androcmes
Idiochlora androcmes là một loài bướm đêm trong họ Geometridae.